# Björn Andersson
Björn Andersson (* 20. července 1951, Perstorp) je bývalý švédský fotbalista, záložník.

## Fotbalová kariéra
Začínal ve Švédsku v týmu Perstorps SK. Ve švédské lize hrál v letech 1970-1974 za Östers IF. Od roku 1974 hrál 3 sezóny německou bundesligu za FC Bayern Mnichov, se kterým získal v roce 1974 mistrovský titul, v roce 1975 vítězství v Poháru mistrů evropských zemí a v roce 1976 vítězství v Interkontinentálním poháru. Po odchodu z Bayernu hrál 3 sezóny za tým Östers IF, se kterým získal v roce 1978 mistrovský titul a v roce 1977 vyhrál švédský fotbalový pohár. Aktivní kariéru končil ve švédských nižších soutěžích v týmech Markaryds IF a Vallentuna BK. V Poháru mistrů evropských zemí nastoupil ve 12 utkáních a dal 12 gólů, v Poháru vítězů pohárů nastoupil ve 2 utkáních a v Poháru UEFA nastoupil ve 4 utkáních. V Interkontinenálním poháru nastoupil ve 2 utkáních a Superpoháru UEFA nastoupil v 1 utkání. Za švédskou fotbalovou reprezentaci nastoupil v letech 1972–1978 ve 28 utkáních a dal 1 gól. Byl členem švédské fotbalové reprezentace na Mistrovství světa ve fotbale 1974, nastoupil v 4 utkáních a dal 1 gól.

## Ligová bilance
| Ročník                                 | Zápasy | Góly | Klub              |
| -------------------------------------- | ------ | ---- | ----------------- |
| 1. švédská liga 1970                   | 20     | 1    | Östers IF         |
| 1. švédská liga 1971                   | 22     | 0    | Östers IF         |
| 1. švédská liga 1972                   | 18     | 0    | Östers IF         |
| 1. švédská liga 1973                   | 18     | 0    | Östers IF         |
| 1. švédská liga 1974                   | 23     | 0    | Östers IF         |
| Německá fotbalová Bundesliga 1974/1975 | 18     | 1    | FC Bayern Mnichov |
| Německá fotbalová Bundesliga 1975/1976 | 6      | 0    | FC Bayern Mnichov |
| Německá fotbalová Bundesliga 1976/1977 | 23     | 0    | FC Bayern Mnichov |
| 1. švédská liga 1977                   | 12     | 1    | Östers IF         |
| 1. švédská liga 1978                   | 22     | 0    | Östers IF         |
| 1. švédská liga 1979                   | 6      | 0    | Östers IF         |
| CELKEM Německá fotbalová Bundesliga    | 47     | 1    |                   |
| CELKEM 1. švédská liga                 | 141    | 2    |                   |